# カナメストーン
カナメストーンは、マセキ芸能社に所属する日本のお笑いコンビ。2010年4月1日結成。

## メンバー
山口 誠（やまぐち まこと、1986年6月24日 - ）（38歳）
ボケ担当。
茨城県鹿嶋市出身、静岡産業大学経営学部スポーツ経営学科卒業。
身長176 cm、体重65 kg。血液型AB型。姉と弟がいる。
ENGINEERED GARMENTSのオリーブ色のセットアップの衣装と、短髪のヘアスタイルが特徴。
実父が住友金属サッカー部へ所属していたこともあり、少年時代からサッカーの特訓を受けていた。小学生から大学までサッカーを続けボランチを務める。
趣味はファッション、人物描画、皮膚科へ通うこと、危険生物の動画を見ることなど。
柴犬が大好きで、外で飼い主と散歩している柴犬を見かけるとつい目で追ってしまう。
中学時代からタコ糸に50円玉を通したものを銭メリケンと称し、人を殴るなど変わり者であった。相方・東峰曰く山口は自分に遠慮する人間を嫌がるタイプであり、東峰自身は山口に迫るように接していたため気に入られたのではないかと分析している。

零士（れいじ、1986年12月19日 - ）（38歳）
ツッコミ担当。旧芸名は東峰 零士（とうみね れいじ）。
茨城県鹿嶋市出身、拓殖大学商学部経営学科卒業
身長177 cm、体重60 kg。血液型B型。5人兄弟の4番目の次男。
SOUTHWICKのブレザーから型を取って仕立てたオレンジ色の衣装と、パーマのヘアスタイルが特徴。
中学時代は相方・山口と共にサッカー部へ所属。ポジションはキーパー。高校からボクシングに転向し千葉県の拓殖大学紅陵高等学校へ進学。県大会優勝を果たすもその後試合中に膝の靭帯を断裂し引退。
趣味はファッション、洗濯、鹿島アントラーズの応援。
以前はエゴサーチしていいねを押すことも趣味だったが、良くないツイートが目に入ってしまうことが増えたため2023年2月を区切りにキッパリとやめたと、自身のラジオで話している。
山口曰く中学時代からキーパーを務めた際は度々顔面から突っ込んでボールを受け止めるなど、気の強い性格だった。また、M-1グランプリ2020にて準々決勝進出に終わった際は自身のラジオ番組で悔し涙を流すなど、涙脆い面もある。
2024年12月26日に現芸名に改名した。

## 来歴
鹿嶋市内の中学校のサッカー部で知り合うが当初は馬が合わず、お互い学年で一番嫌い合う仲だった。しかし中学2年生の冬、東峰がラルフローレンのタートルネックにラルフローレンのカーディガンを合わせていたのを山口が気に入り交友が始まる。また、真冬のある日に乾燥した山口の肌を見た東峰が開口一番「粉吹いてんのかよ!」とツッコミを入れ、山口は「俺に立ち向かえるんだ」と更に東峰を認める形となった。
東峰は当時からお笑いに興味があり、中学3年時の文化祭では山口とサッカー部の友人を交えた3人でショートコントを披露した。その時の生徒の反応が非常に良かったことや、中学時代の楽しい時間をずっと味わいたいと感じたため東峰は山口と芸人の道へ進むことを考える。一方で当時の山口はお笑い番組をほとんど観ておらず、目指していたのはプロサッカー選手であった。
高校と大学は別々に進学したものの定期的に遊ぶ仲は続き、東峰は節目節目で山口をお笑いに誘っていた。大学4年時に山口がサッカーのプロテストに落ちたのをきっかけとして、東峰は山口の元に養成所への願書を持参する。山口も将来は東峰と一緒に何かできればと考えていたため、2009年に2人ともNSC東京校へ入学。NSC在学時から都内の2階建て一軒家にコンビで同居している。
2010年4月1日にコンビ結成。コンビ名は地元の鹿嶋市鹿島神宮の要石から由来する。当初は「カナメイシ」の予定だったがアーティストのケツメイシと類似していたため、石の部分を英語のストーンに変えて名付けた。なお、アマチュア時代は「ネオトージョー」として活動していた。
NSC卒業後の2010年から吉本興業への所属が決まったものの、芸歴4年目から5年目で立ったお笑いライブの「バスク」にて街裏ぴんくら先輩に衝撃を受ける。このままでは駄目だと感じ、外で経験を積むため2015年に吉本を退社。当時は三四郎やモグライダー、浜口浜村がTHE MANZAIで認定漫才師となっていたこともあり、マセキ芸能社への入所を決意する。実際の入所までに2年を要し2017年に合格、そのまま本所属となった。当時オーディションライブでMCを務めていた事務所の先輩である狩野英孝から気に入られ、共に旅行や食事に行くなど親交がある。

## 芸風
山口の奇想天外なボケと、振り回される東峰による高音のツッコミが特徴の漫才を得意とする。ネタ作りは、2人で喋りつつ山口がボケて東峰がツッコむという工程を繰り返しながら行なっている。
中学の同級生同士で、NSC時代から10年以上一軒家で同居しておりコンビ仲の良さには定評がある。自身のラジオ番組では「放課後盗み聞き型新感覚ラジオ」とキャッチフレーズされている。

## 賞レース成績

### M-1グランプリ
| 年度             | 結果         | エントリー No. | 会場                   | 日付     |
| ---------------- | ------------ | -------------- | ---------------------- | -------- |
| 2015年（第11回） | 2回戦進出    | 2942           | 雷5656会館ときわホール | 10月12日 |
| 2016年（第12回） | 1回戦敗退    | 1431           | 新宿シアターモリエール | 9月2日   |
| 2017年（第13回） | 3回戦進出    | 110            | ルミネtheよしもと      | 10月20日 |
| 2018年（第14回） | 2回戦進出    | 79             | 雷5656会館ときわホール | 10月5日  |
| 2019年（第15回） | 2回戦進出    | 208            | 雷5656会館ときわホール | 10月21日 |
| 2020年（第16回） | 準々決勝進出 | 285            | NEW PIER HALL          | 11月17日 |
| 2021年（第17回） | 3回戦進出    | 650            | よしもと有楽町シアター | 11月1日  |
| 2022年（第18回） | 準々決勝進出 | 1508           | ルミネtheよしもと      | 11月13日 |
| 2023年（第19回） | 準々決勝進出 | 2244           | ルミネtheよしもと      | 11月21日 |
| 2024年（第20回） | 準々決勝進出 | 2599           | ルミネtheよしもと      | 11月21日 |

## 出囃子
米米CLUB「SUCESSO-OBRIGADO!! ZICO-」（鹿島アントラーズ選手入場曲）

## 出演

### テレビ
- めチャれんじゃ→（メ〜テレ、2010年）
- 真夏のお笑い夜通しフェス どぅっかん!どぅっかん!（NHK総合、2018年8月11日[18]）
- 仙台市青葉区 かのおが便利軒（仙台放送、2019年5月12日[19]）
- 有田ジェネレーション（TBS、2019年6月17日[20]）
- ウチのガヤがすみません!（日本テレビ、2020年2月18日[21]）
- ネタパレ（フジテレビ、2021年1月22日[22]）
- さらば青春の光のモルックスタジアム!（TOKYO MX、2021年5月14日）
- ネタポン（CSテレ朝チャンネル1、2022年3月30日[23]・2023年3月30日）
- オンエア決めろ！ー笑武ー（BSJapanext、2022年6月21日[24]・9月20日・9月27日[25]）
- 有吉ゼミ（日本テレビ、2022年6月27日[26]）
- オズワルドのパイロット版（CBCテレビ、2022年8月24日・25日[27]）
- 賞金奪い合いネタバトル ソウドリ〜SOUDORI〜（TBS、2022年10月24日[28]）
- キャラダチミュージアム〜MoCA〜（フジテレビ、2023年3月5日・3月26日[29]）
- お笑いエスポワール号（TBS、2023年6月22日[30]）

### Web番組
- ロンドンハーツ（AbemaTV、2019年12月24日[31]）
- なぎスケ!（Amazonプライム・ビデオ、2021年8月12日）
- 月曜The NIGHT（AbemaTV、2022年11月28日）

### ゲーム
- ガールフレンド（仮）（サイバーエージェント）
  - たすけて! マイヒーロー〜ハロウィン21編〜（2021年9月30日 - 10月14日）- 東峰のみ（悪魔法使い役）[32]
  - たすけて! マイヒーロー〜創立記念21編〜（2021年10月31日 - 11月14日）- 山口のみ（悪タダ喰い男役）[33]

### ラジオ
- カナメストーンのカナメちゃん村（Podcast・Spotify、2020年5月22日 -[16]）毎週土曜日更新
- いけだかつみとカナメストーンのイケメン!?なもんで喋りまSHOW!（MID-FM、2020年11月18日 - 2022年4月18日）
- マイナビ Laughter Night（TBSラジオ、2021年1月15日[34]）
- CC☆STATION（エフエム那覇、2021年1月26日・3月16日・4月20日・9月7日）
- カナメストーンのよるカナ（MBSラジオ、2021年7月25日[35]）
- 三四郎のオールナイトニッポン 年越し初笑いスペシャル 2021→2022（ニッポン放送、2021年12月31日[36]）
- まんが王国 presents 世界はまんがで出来ている!（TOKYO FM、2022年4月2日[37]・10月8日[38]）
- AマッソのMBSヤングタウン（MBSラジオ、2022年7月28日[39]）
- 爆笑問題の日曜サンデー（TBSラジオ、2022年8月7日[40]）
- AuDee CONNECT（TOKYO FM、9月5日・12日・19日・26日）- 月曜日・狩野英孝パーソナリティの9月アシスタント[41]
- カナメストーンのナニモノ!（文化放送、2023年2月16日[42]）
- ふんわり（NHKラジオ第1放送、2023年6月13日[43]）
- N93 カナメストーンのカナメちゃんシティ（TBS Podcast、2023年9月26日 - 2024年3月27日）- 2023年10月から毎週水曜日に配信
- TBSラジオプレス（TBSラジオ『こねくと』内、2023年10月16日）

### 雑誌
- 芸人雑誌 volume2（2021年4月21日、太田出版、Quick Japan別冊）
- 芸人雑誌 volume5（2021年12月20日、太田出版、Quick Japan別冊）
- Quick Japan 158（2021年12月27日、太田出版）
- POPEYE 2022年3月号（2022年2月9日、マガジンハウス）
- 週刊実話 2022年11/3号 - 山口のみ・11/10号 - 東峰のみ（2022年10月20日・10月27日、日本ジャーナル出版）
- 装苑 2023年3月号（2023年1月27日、文化出版局）
- 芸人雑誌 volume10（2021年7月27日、太田出版、Quick Japan別冊）

### 主催ライブ
- カナメちゃん村公開収録vol.1『畳を叩けば』（2021年10月24日、野方区民ホール）
- カナメストーンネタライブ【金輪際】
  - 2022年1月24日、ゲスト:真空ジェシカ
  - 2022年2月23日、ゲスト:ママタルト
  - 2022年3月28日、ゲスト:ダウ90000
  - 2022年4月30日、ゲスト:カミナリ、虹の黄昏
  - 2022年5月30日、ゲスト:Aマッソ
  - 2022年6月25日、ゲスト:モグライダー
  - 2022年7月28日、ゲスト:オズワルド
  - 2022年8月31日、ゲスト:無し、MC:橋本知也（忘れる。）
  - 2022年9月27日、ゲスト:無し、MC:橋本知也（忘れる。）
- 零士、ごめんね。機嫌直して（2022年10月25日、新宿区立角筈区民ホール）
- カナメストーンネタライブ【一一一三】[44]
  - 2022年12月22日、ゲスト:パンプキンポテトフライ
  - 2023年1月23日、ゲスト:怪奇!YesどんぐりRPG
  - 2023年2月27日、ゲスト:TCクラクション
  - 2023年3月26日、ゲスト:ニューヨーク
  - 2023年4月27日、ゲスト:人間横丁
  - 2023年5月26日、ゲスト:ケビンス
- 『カナメストーンのカナメちゃん村』イベント土曜FLASH（2023年6月30日、板橋区立文化会館）

### その他のライブ
- ネモフィラブルー（2022年4月 - 、マセキ芸能社定期ライブ、パンキッシュガーデン）
- バーガンディレッド（2019年1月 - 2022年3月、新宿Fu-、過去のマセキ芸能社定期ライブ、パンキッシュガーデン）
- バスク（2015年 - 2017年、主催:阿久津和正、加納愛子）
- アルティメット漫才（2015年3月 - 、主催:野澤輸出（ダイヤモンド））
- 本当に幸せライブ（2016年 - 、主催:牛女）
- ひっぱり蛸（2017年5月 - 2018年、主催:スクラム[45]）
- グレイモヤ（2018年 - 、主催:ザクセス）
- しぶロフ寄席〜キュレーターはカナメストーン〜（2019年6月5日、LOFT9 Shibuya、主催:LOFT9 Shibuya[46]）
- WLUCKアンダー10LIVE（2020年11月23日、下北沢OFF・OFFシアター、主催:WLUCK[47]）
- AUN〜大喜利コンビ王決定戦〜（2020年12月 - 、主催:WLUCK、Quick Japan[48]）
- おもしろ漫才おもしろライブ（2021年1月 - 、主催:ダイヤモンド[49]）
- スペシャル6（2021年1月 - 、主催:SLUSH-PILE.[50]）
- ニューヨーク×カナメストーン（2021年2月13日、下北沢・駅前劇場、主催:SLUSH-PILE.[51]）
- カナメストーンの遺伝子ライブ（2021年2月24日、しもきたドーン、主催:ライブマン）
- あんあん寄席（2021年3月 - 、主催:ライブマン）
- カナメストーンのソロライブ（2021年6月19日、K-PROクラウンヒットパレード2021、座・高円寺2、主催:K-PRO[52]）
- 【劇場版】しゃれカナお洒落シンポジウム（2021年7月27日、LOFT9 Shibuya、主催:LOFT9 Shibuya）
- 風薫る東名阪漫才興行2022（2022年4月26日、北沢タウンホール・5月7日、ABCホール・6月10日、大須演芸場、主催:SLUSH-PILE[53]）
  - 天高く馬肥ゆる東名阪漫才興行2022（2022年9月22日、草月ホール・10月22日、ウインクあいち・10月29日、ABCホール[54]）
  - 若鮎おどる東名阪漫才興行2023（2023年6月6日、草月ホール・6月14日、西文化小劇場・6月23日、ABCホール[55]）
- カナメストーン零士の機嫌を直す為のライブ（2022年7月18日、LOFT9 Shibuya、主催:LOFT9 Shibuya[56]）
- RRR -レイジレイジレイジ-（2023年3月7日、角筈区民ホール、主催:ママタルト檜原）

### 動画
1. 1 2  “【衣装紹介】こだわりを語りつくします【カナメストーン】”. www.youtube.com. 2021年7月6日閲覧。
2. 1 2 3 4 5  “ニューヨーク×カナメストーン 30分ノーカットトーク続編”. www.youtube.com. 2021年7月7日閲覧。
3. ↑  “同期のカナメストーンとがっつりトークしたら、結末はこんな感じになりました”. www.youtube.com. 2021年9月30日閲覧。
4. ↑  “ニューヨーク Official Channel コンビ仲良い芸人ランキング”. www.youtube.com. 2021年7月7日閲覧。